# Broekhoven (Bergeijk)
Broekhoven is een gehucht  in de Nederlandse gemeente Bergeijk, provincie Noord-Brabant. Het gehucht ligt ten noorden van het dorp Riethoven.
De naam "Broekhoven" is een samenstelling van broek en hoven. Een broek is een laaggelegen gebied dat nat blijft door opwellend grondwater of is een langs een rivier of beek gelegen laag stuk land dat regelmatig overstroomt en 's winters vaak langere tijd onder water staat. Toponiemen eindigend op het suffix -hoven komen veelvuldig voor in zuidelijk Nederland en duiden vaak op een zogenaamde hove of boerderij die vanaf de 11e eeuw tijdens de expansie van de Kempen werden gebouwd. De boerderijen zijn te vinden aan de Broekhovenseweg en aan het einde van de Schoolstraat. Het gebied tussen de Broekhovenseweg en het beekje de Run is laag gelegen en erg drassig. Deze combinatie verklaart de naam van het gehucht.
Hoofdplaats: Bergeijk      Dorpen: Loo · Luyksgestel · Riethoven · Weebosch · Westerhoven

Buurtschappen: Boshoven · Boscheind · Braambosch · Broekhoven · De Aa · De Rund · Eind · Heiereind · Hooge Berkt · Lage Berkt · Loveren · Muggenhool · Rijt · Sengelsbroek · Spaanrijt · Voort · Walik · Witrijt

Noord-Brabant: Steden en dorpen      Nederland: Provincies · Gemeenten